# Famille von Willebrand
von Willebrand  est le nom d'une famille de la noblesse de Finlande.

## Histoire
Les différentes branches des von Willebrand sont enregistrées sous les numéros: 119, 23, 33 et 60.

## Membres de la famille
- Adolf Fredrik von Willebrand (1766–1845), juriste
- Bo von Willebrand (1907–1940),
- Erik Adolf von Willebrand (1870–1949), professeur
- Ernst Gustaf von Willebrand (1751–1809), militaire
- Felix von Willebrand (1814–1893), médecin
- Margit von Willebrand-Hollmerus (1894–1982), écrivain
- Reinhold Felix von Willebrand (1858–1935), journaliste
- Rita von Willebrand (1918-), écrivain
- Märta Blomstedt née von Willebrand (1899–1982), architecte
- Carl-August von Willebrand (1923-1999), traducteur